# 411. strelska divizija (ZSSR)
411. strelska divizija (izvirno rusko 411. стрелковая дивизия; kratica 411. SD) je bila strelska divizija Rdeče armade v času druge svetovne vojne.

## Zgodovina
Divizija je bila ustanovljena septembra 1941 v Čugujevu in uničena maja 1942 v Izjumu.